# Özer Nóra
Özer Nóra (Budapest, 1994. január 9.) magyar-török származású jogász, szépségkirálynő, a Miss Nation Hungary 2016. évi nyertese. 2018 januárjától a Miss Nation világszépségverseny nagykövete, a 2023-as Miss Universe Hungary versenyigazgatója.

## Iskolái
- Budapesti Fazekas Mihály Gyakorló Általános Iskola és Gimnázium
- Eötvös Loránd Tudományegyetem Jog-és Államtudományi Kar nappali jogász szak.

## Családi háttér
Édesanyja magyar, édesapja török származású. Egész fiatal korától kezdve tíz éven át a Dohnányi Ernő Zeneiskola növendéke volt. Nem a szorgalmának, hanem inkább a tehetségének köszönhetően megyei versenyt is nyert, kiemelt nívódíjat és nívódíjat kapott budapesti versenyeken, illetve országos gitárversenyen a legjobb nyolc közé jutott egyedüli lányként. Sokan szerették volna, ha konzervatóriumba megy és zenével kezd el foglalkozni, azonban neki ez inkább hobbi volt a tanulás mellett. Az általános iskola után felvételt nyert a Fazekas Mihály Gyakorló Gimnázium magyar-történelem szakú tagozatára, ahova egyenes út vezette az ELTE Állam- és Jogtudományi szakának nappali tagozatára. Hat éves kora óta ügyvéd szeretett volna lenni, így motivációjának köszönhetően minden vizsgát elsőre teljesítve 2017 nyarán doktorrá avatták.

## Karrier
2016 nyarán megnyerte a Miss Nation Hungary nevű országos versenyt, ami teljesen átalakította az életét. Senki sem gondolta volna a környezetében, hogy valaha is részese lesz majd a szépségversenyek világában a sok tanulás mellett, azonban mégis így lett. Miután a Miss Nation magyar alapítású világverseny nagykövetévé választották, élete fenekestül felfordult és hirtelen úgy érezte, hogy minden eddigi álma megvalósulhat. Fő célja a versennyel a természetes szépség hirdetése, az értékek képviselete és példamutatás a jövő generációjának. A szépségversenyek sztereotípiáját megtörve új alapokra helyezni a szépséget.
Nagyon értékesnek és tisztának tartom a Nemzet Szépe gondolatait. Végre egy olyan szépségverseny, ahol a természetes szépséget helyezik előtérbe és nem a „csináltassuk meg az arcunkat ugyanolyan trendivé” külsőt. Indonézia, India, Jamaica, Görögország, Nigéria és még sorolhatnám az országokat, hiszen közel 16 országban van ott a Miss Nation mint potenciális rendezvény. Hatalmas megtiszteltetésként ért, hogy a Miss Nation nagykövete lehetek.